# 卡里阿斯和約
卡里阿斯和约（希臘語：Ειρήνη του Καλλία）是公元前449年由雅典领导的提洛同盟和波斯签订的一个条约，宣告了希波战争的结束。

## 内容
公元前480年发生了萨拉米斯战役，波斯军队遭到惨败。公元前449年希腊政治家卡里阿斯作为代表前往波斯，与阿尔塔薛西斯一世签订了这一和约。和约规定：伊奥尼亚地区的城邦取得自治地位，波斯不得向爱琴海沿岸城邦派遣总督，希腊则不干涉波斯在小亚细亚、塞浦路斯、利比亚和埃及的事务。这份合约签订之后几十年，波斯和雅典之间再未发生过战争，但到公元前413年左右，波斯武装了斯巴达，间接参与了伯罗奔尼撒战争。

## 争议
前一世纪的古希腊历史学家西西里的狄奥多罗斯在他的书里记载了这一和约。但对于卡里阿斯和约的真实性，从公元四世纪就有人开始怀疑。他们认为如此重要的和约，修昔底德却没有任何记载是不可理解的；而也有的历史学家认为当时的一些演讲和铭文提到了和约带来的和平，所以倾向于它是存在的。